# Junia de peregrinis
Junia de peregrinis va ser una llei de l'antiga Roma, proposada l'any 126 aC pel tribú de la plebs Marc Juni Penne, quan eren cònsols Marc Emili Lèpid i Luci Aureli Orestes, per la qual s'expulsava als peregrini de Roma; una llei de Gai Fanni Estrabó, cònsol el 122 aC, va establir les mateixes mesures pels llatins i italians, però el nom de la llei no es coneix. Una altra llei de Gai Papi, la Papia de peregrinis de l'any 65 aC repetia les mateixes mesures per persones que no tenien residència establerta a Itàlia. Per aquesta llei tanmateix, els socii podrien reclamar als seus conciutadans com a fugitius. A la llei s'hi va oposar el qüestor Gai Semproni Grac.